# 雷 (狂言)
雷（かみなり）は狂言の曲目のひとつ。
鬼・山伏狂言に分類され、和泉流では雷、大蔵流では神鳴と表記される。

## 登場人物
- シテ：藪医者
- アド：雷

## あらすじ
医者の少ない田舎での荒稼ぎを目論んで旅に出た藪医者だが、俄かに空が掻き曇り轟く雷鳴と共に雷が目の前に落ちてくる。腰をしたたかに打ち付けた雷は目前の人間が医者であると知って治療を求める。頭で脈を取り、中風と診立てた藪医者は針を打ち、雷は針を怖がり大層に痛がるが腰の痛みは完治する。喜んで天に帰ろうとする雷に藪医者が治療代を請求するが、雷には持ち合わせが無い。藪医者が「日照りや水害が無いこと」を求めると、雷は「800年日照りや水害が無い様にする」と約して天に帰っていく。

## 解説
雷（雷神）は色鮮やかな衣装と赤頭に面（雷（神鳴）あるいは武悪）を被り、腰に羯鼓を付けた如何にも強そうな姿だが、そんな雷が藪医者の治療で大げさに痛がる様が見どころのひとつ。
なお、藪医者と雷が出会う場所は大蔵流では「広い野」だが、和泉流では「武蔵野」で藪医者は鎌倉から奥州に向かう途中とするものもある。